# كأس إفريقيا لكرة القدم الشاطئية 2021
كأس أفريقيا لكرة القدم الشاطئية 2021 هي النسخة الرابعة من كأس أفريقيا لكرة القدم الشاطئية، وهي بطولة كرة قدم الشاطئية الأولى في إفريقيا التي تنافس عليها المنتخبات الوطنية للرجال الأعضاء في الكاف. تم تنظيمها في الأصل من قبل منظمة كرة الشاطئ العالمية تحت اسم تصفيات أفريقيا لكأس العالم لكرة القدم الشاطئية. في عام 2015، أصبح الكاف منظمًا للبطولة. وإجمالا، هذه هي النسخة العاشرة من البطولة.
كان من المقرر أن تقام البطولة في جينجا، أوغندا بين 23 و29 نوفمبر 2020. ولكن بسبب جائحة فيروس كورونا وارتفاع منسوب المياه على شواطئ بحيرة فيكتوريا التي تؤثر على الشاطئ المُضيف، انسحبت أوغندا من الاستضافة. تم اختيار السنغال لاحقًا كمضيف جديد، مع إعادة جدولة البطولة لتقام في الفترة من 23 إلى 29 مايو 2021، في مدينة سالي (السنغال) [الإنجليزية].
تعتبر البطولة أيضًا طريق تأهل المنتخبات الأفريقية إلى كأس العالم الشاطئية 2021 في روسيا؛ حيث يتأهل البطل والوصيف.

## التصفيات
تم الإعلان عن المباريات من قبل الكاف في 4 مارس 2021. كان من المقرر لعب المباريات في عطلات نهاية الأسبوع من 26 إلى 27 مارس ومن 9 إلى 10 أبريل 2021، ولكن تسببت جائحة فيروس كورونا في عدد من عمليات الانسحاب.
لُعبت مباريات التأهل على أساس الذهاب والإياب. إذا كان الفريقان متساويين في مجموع المباراتين بعد مباراة الإياب، يتم تطبيق قانون أهداف خارج الديار، وإذا كان لا يزال متساويًا، فيتم الانتقال إلى ركلات الترجيح (لا يتم لعب وقت إضافي).

## المُنتخبات المُشاركة
دخل أربعة عشر منتخبا في المسابقة. تضمنت المباريات المؤهلة المنتخبات الإثني عشر الأقل تصنيفا. يتأهل الفائزون الستة إلى البطولة النهائية.
المنتخب النيجيري الذي شارك سابقًا في كل نسخة من البطولة وتأهل لكأس العالم من البطولتين الأخيرتين، لم يتمكن من دخول بطولة هذا العام لأن الاتحاد النيجيري لكرة القدم منع الفريق الوطني إلى أجل غير مسمى من المنافسة، بعد «المُشاركة السيّئة» في كأس العالم الشاطئية 2019.
| الجولة | المُنتخبات | عدد المُنتخبات |
| --- | --- | ------------- |
| التصفيات | \| - بوروندي (=22nd) - جزر القمر (n/a) - جمهورية الكونغو الديمقراطية (n/a) - غانا (=22nd) - ساحل العاج (10th) - ليبيا (7th) \| - مدغشقر (8th) - المغرب (2nd) - موزمبيق (15th) - سيشل (16th) - تنزانيا (9th) - أوغندا (13th) \| | 12            |
| البطولة | - مصر (3rd) - السنغال (1st) | 2             |
| - بوروندي (=22nd) - جزر القمر (n/a) - جمهورية الكونغو الديمقراطية (n/a) - غانا (=22nd) - ساحل العاج (10th) - ليبيا (7th) | - مدغشقر (8th) - المغرب (2nd) - موزمبيق (15th) - سيشل (16th) - تنزانيا (9th) - أوغندا (13th) |               |

ملاحظة: تُوضّح الأرقام الموجودة بين قوسين الترتيب الأفريقي للمنتخبات وقت الجولة التأهيلية (من بين 23 دولة).

### المباريات
| الفريق الأول                | إجم. | الفريق الثاني | مباراة الذهاب | مباراة الإياب |
| --------------------------- | ---- | ------------- | ------------- | ------------- |
| ليبيا                       | ف\إ  | المغرب        | —             | —             |
| سيشل                        | ف\إ  | مدغشقر        | —             | —             |
| جزر القمر                   | 8–17 | موزمبيق       | 5–7           | 3–10          |
| بوروندي                     | 9–12 | تنزانيا       | 3–8           | 6–4           |
| أوغندا                      | ف\إ  | غانا          | —             | —             |
| جمهورية الكونغو الديمقراطية | ف\إ  | ساحل العاج    | —             | —             |

### المُنتخبات المُتأهّلة
تأهلت المنتخبات الثمانية التالية للبطولة النهائية:
| المُنتخب                      | عدد مرّات الظهور | أفضل مُشاركة                            |
| ---------------------------- | --------------- | -------------------------------------- |
| جمهورية الكونغو الديمقراطية  | 1               | أول مُشاركة                             |
| مصر                          | 10              | المركز الثالث (2006، 2011، 2016، 2018) |
| المغرب                       | 8               | المركز الثالث (2013)                   |
| موزمبيق                      | 4               | المركز السادس (2009)                   |
| السنغال (المُضيف، حامل اللّقب) | 9               | البطل (2008، 2011، 2013، 2016، 2018)   |
| سيشل                         | 2               | المركز الثامن (2015)                   |
| تنزانيا                      | 2               | المركز السابع (2018)                   |
| أوغندا                       | 1               | أول مُشاركة                             |

## القُرعة
تم إجراء قرعة تقسيم الفرق الثمانية إلى مجموعتين من أربعة فرق في الساعة 12:00 بتوقيت مصر (ت ع م+02:00) في 29 أبريل 2021 في القاهرة بمصر.
في البداية، تم تصنيف فريقين وتعيينهما على رأس المجموعات: المجموعة أ، وتضمّ البلد المُضيف، المنتخب السنغالي، والمجموعة ب، وتضم المنتخب المصري، بطل النسخة السابقة من البطولة.

## الملاعب
يُستخدم مكان واحد لاستضافة جميع المباريات في مدينة سالي. بُني الملعب لهذا الغرض. كان من المقرر أن يتم بناؤه بين 11 و 17 مايو. تبلغ سعته 1000 شخص، ومع ذلك، فإن 500 هي السعة القصوى من أجل استيعاب تدابير التباعد الاجتماعي فيما يتعلق بوباء كوفيد 19.

## مرحلة المجموعات
تم إصدار جدول المباريات في الأصل في 8 مايو. تمت مراجعة البرنامج في 20 مايو.
يربح كل فريق ثلاث نقاط عند الفوز في الوقت الأصلي، ونقطتين عند الفوز في الوقت الإضافي، ونقطة واحدة عند الفوز بركلات الترجيح، ولا نقاط في حالة الهزيمة. يتأهل أفضل فريقين من كل مجموعة إلى الدور نصف النهائي.

### المجموعة أ
خطأ لوا: bad argument #1 to 'formatNum' (NaN).
| السنغال | أُلغيت | جمهورية الكونغو الديمقراطية |
| ------- | ----- | --------------------------- |
|         |       |                             |

| أوغندا | 1–5   | السنغال |
| ------ | ----- | ------- |
|        | تقرير |         |

| تنزانيا | 3–4         | أوغندا |
| ------- | ----------- | ------ |
|         | التقرير(fr) |        |

| جمهورية الكونغو الديمقراطية | أُلغيت | تنزانيا |
| --------------------------- | ----- | ------- |
|                             |       |         |

| جمهورية الكونغو الديمقراطية | أُلغيت | أوغندا |
| --------------------------- | ----- | ------ |
|                             |       |        |

| السنغال | 3–1          | تنزانيا |
| ------- | ------------ | ------- |
|         | التقرير (fr) |         |

### المجموعة ب
| م | فريق    | لعب | ك | W+ | WP | خ | له | عليه | ف   | نقاط | التأهل             |
| - | ------- | --- | - | -- | -- | - | -- | ---- | --- | ---- | ------------------ |
| 1 | موزمبيق | 3   | 3 | 0  | 0  | 0 | 16 | 9    | +7  | 9    | Knockout stage     |
| 2 | المغرب  | 3   | 2 | 0  | 0  | 1 | 10 | 6    | +4  | 6    | Knockout stage     |
| 3 | مصر     | 3   | 1 | 0  | 0  | 2 | 20 | 13   | +7  | 3    | 5th place play-off |
| 4 | سيشل    | 3   | 0 | 0  | 0  | 3 | 6  | 24   | −18 | 0    |                    |

| مصر | 5–7   | موزمبيق |
| --- | ----- | ------- |
|     | تقرير |         |

| المغرب | 5–1   | سيشل |
| ------ | ----- | ---- |
|        | تقرير |      |

| موزمبيق | 7–3   | سيشل |
| ------- | ----- | ---- |
|         | تقرير |      |

| سيشل | 2–12  | مصر |
| ---- | ----- | --- |
|      | تقرير |     |

| موزمبيق | 2–1   | المغرب |
| ------- | ----- | ------ |
|         | تقرير |        |

| مصر | 4-3 | المغرب |
| --- | --- | ------ |
|     |     |        |

## مباراة المركز الخامس
يتنافس المنتخبين اللذين احتلا المركز الثالث في المجموعتين على المركز الخامس.
| تنزانيا                       | 2–4   | مصر                    |
| ----------------------------- | ----- | ---------------------- |
| - سعيد كاشيرو - إسماعيل جامبو | تقرير | - إسلام - باولو - ناصر |

## القوس
|  | نصف النهائي | نصف النهائي |                      |   | النهائي | النهائي |
|  |             |             |                      |   |         |         |
|  | 28 مايو     |             |                      |   |         |         |
|  |             |             |                      |   |         |         |
|  | السنغال     | 3           |                      |   |         |         |
|  | السنغال     | 3           | 29 مايو              |   |         |         |
|  | المغرب      | 2           |                      |   |         |         |
|  | المغرب      | 2           | السنغال              | 4 |         |         |
|  | 28 مايو     |             | السنغال              | 4 |         |         |
|  |             | موزمبيق     | 1                    |   |         |         |
|  | موزمبيق     | موزمبيق     | 1                    | 6 |         |         |
|  | موزمبيق     |             |                      | 6 |         |         |
|  | أوغندا      | 3           |                      |   |         |         |
|  | أوغندا      | 3           | مباراة المركز الثالث |   |         |         |
|  |             |             |                      |   |         |         |
|  | 29 مايو     |             |                      |   |         |         |
|  |             |             |                      |   |         |         |
|  | المغرب      | 5           |                      |   |         |         |
|  | المغرب      | 5           |                      |   |         |         |
|  | أوغندا      | 3           |                      |   |         |         |

### نصف النهائي
يتأهل الفائزان إلى كأس العالم الشاطئية 2021.
| السنغال               | 3–2   | المغرب                        |
| --------------------- | ----- | ----------------------------- |
| - فال - دياتا - ميندي | تقرير | - ربيع أبو الطالبي - سامي يزل |

| موزمبيق         | 6–3   | أوغندا                  |
| --------------- | ----- | ----------------------- |
| - رشيد - مانويل | تقرير | - لوكويا - واسوا - لولي |

### مباراة المركز الثالث
| المغرب                                         | 5–3   | أوغندا           |
| ---------------------------------------------- | ----- | ---------------- |
| - ربيع أبو الطالبي - نسيم الحداوي - ياسر عبادة | تقرير | - واسوا - لوكويا |

### النهائي
| السنغال               | 4–1   | موزمبيق |
| --------------------- | ----- | ------- |
| - ميندي - دياتا - بوي | تقرير | - ديز   |

## الجوائز

### البطل
| كأس أفريقيا لكرة القدم الشاطئية 2021 |
| ------------------------------------ |
| السنغال للمرة السادسة                |

### الجوائز الفردية
تم منح الجوائز التالية في ختام البطولة:
| أفضل لاعب      |
| -------------- |
| نيلسون مانويل  |
| الهدّاف         |
| نيلسون مانويل  |
| 10 أهداف       |
| أفضل حارس مرمى |
| ألسيني ندياي   |

## الترتيب النهائي
| تأهّلا إلى كأس العالم الشاطئية 2021 |

| المرتبة | المنتخب |
| ------- | ------- |
| الأول   | السنغال |
| الثاني  | موزمبيق |
| الثالث  | المغرب  |
| 4       | أوغندا  |
| 5       | مصر     |
| 6       | تنزانيا |
| 7       | سيشل    |

## المُنتخبان المؤهّلان إلى كأس العالم الشاطئية 2021
| المُنتخب | تأهل في      | المُشاركات السابقة في كأس العالم الشاطئية في فترة الفيفا فقط (أي منذ 2005) |
| ------- | ------------ | ------------------------------------------------------------------------- |
| السنغال | 28 مايو 2021 | 7 (2007، 2008، 2011، 2013، 2015، 2017، 2019)                              |
| موزمبيق | 28 مايو 2021 | 0 (لأوّل مرّة)                                                              |